# Älgsjön (Malungs socken, Dalarna)
Älgsjön är en sjö i Malung-Sälens kommun i Dalarna och ingår i Dalälvens huvudavrinningsområde. Sjön är 6 meter djup, har en yta på 0,228 kvadratkilometer och befinner sig 452 meter över havet. Sjön avvattnas av vattendraget Älgån.

## Delavrinningsområde
Älgsjön ingår i det delavrinningsområde (673117-136789) som SMHI kallar för Ovan Midsommarbäcken. Medelhöjden är 474 meter över havet och ytan är 9,57 kvadratkilometer. Det finns inga avrinningsområden uppströms utan avrinningsområdet är högsta punkten. Älgån som avvattnar avrinningsområdet har biflödesordning 4, vilket innebär att vattnet flödar genom totalt 4 vattendrag innan det når havet efter 408 kilometer. Avrinningsområdet består mestadels av skog (54 procent) och sankmarker (38 procent). Avrinningsområdet har 0,31 kvadratkilometer vattenytor vilket ger det en sjöprocent på 3,2 procent.